# Ciriaco Scanzillo
Ciriaco Scanzillo (* 20. Mai 1920 in Neapel; † 31. Mai 2004 ebenda) war römisch-katholischer Weihbischof in Neapel.

## Leben
Ciriaco Scanzillo empfing am 24. April 1943 die Priesterweihe.
Papst Johannes Paul II. ernannte ihn am 23. März 1989 zum Weihbischof in Neapel und Titularbischof von Polymartium. Der Erzbischof von Neapel, Michele Kardinal Giordano, spendete ihm am 13. Mai desselben Jahres die Bischofsweihe; Mitkonsekratoren waren Luigi Diligenza, Erzbischof von Capua, und Antonio Ambrosanio, Erzbischof von Spoleto-Norcia. 
Am 11. März 1996 nahm der Papst seinen altersbedingten Rücktritt an.